# Canadian Airlines International
Die Canadian Airlines International (im Außenauftritt Canadi>n mit offener Deutung der englisch- oder französischsprachigen Schreibweise) war eine kanadische Fluggesellschaft, die 1987 aus dem Zusammenschluss der drei Fluggesellschaften Canadian Pacific Air Lines (CP Air), Nordair und Pacific Western Airlines (PWA) hervorging. Im Januar 2001 wurde das Unternehmen in die Fluggesellschaft Air Canada integriert.

## Geschichte

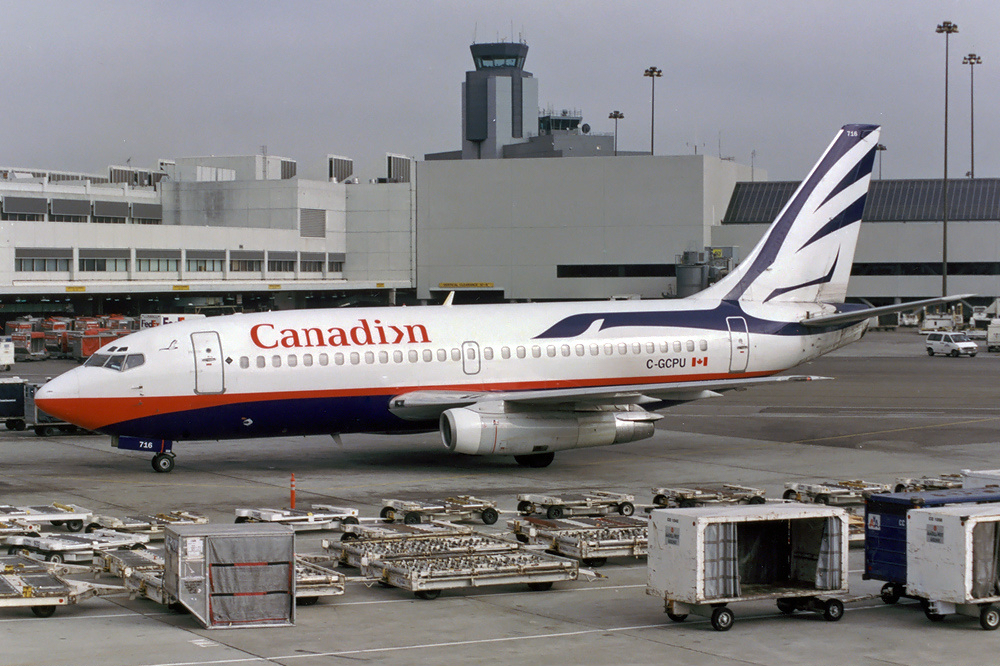
Eine Boeing 737-200 in letzter Farbgebung der Canadian.

Anfang Dezember 1986 gab Pacific Western Airlines (PWA), zu diesem Zeitpunkt die drittgrößte kanadische Fluggesellschaft, die bevorstehende Übernahme der größeren Fluggesellschaft Canadian Pacific Air Lines bekannt. Diese hatte zuvor zum Ausbau ihres nationalen Streckennetzes im April 1984 die Fluggesellschaft Eastern Provincial Airways (EPA), sowie im Oktober 1985 die Nordair erworben und war infolge der schnellen Expansion in wirtschaftliche Schwierigkeiten geraten. Am 2. Januar 1987 wurde Canadian Pacific Air Lines mitsamt ihrem Tochterunternehmen Nordair von der Dachgesellschaft der Pacific Western Airlines, der PWA Corporation, für 300 Millionen Kanadische Dollar aufgekauft. Zusätzlich übernahm diese Holding die Schulden der Canadian Pacific Air Lines, die sich auf 600 Millionen Kanadische Dollar beliefen. Die drei Fluggesellschaften Pacific Western Airlines, Canadian Pacific Air Lines und Nordair wurden am 26. April 1987 zu einer Fluggesellschaft zusammengeschlossen. Die bereits am 24. März 1987 bekannt gegebene Firmenbezeichnung Canadian Airlines International wurde am 1. Januar 1988 zum offiziellen Namen des fusionierten Unternehmens. Um ihre Marktposition gegenüber der größeren Air Canada zu verbessern, übernahm die PWA Corporation am 28. April 1989 die Fluggesellschaft Wardair Canada und integrierte diese am 15. Januar 1990 vollständig in die Canadian Airlines International.
Im Jahr 1988 leitete Canadian Airlines die Modernisierung der Langstreckenflotte ein und übernahm ihre ersten Boeing 767-300ER. Die erste Maschine des Typs Boeing 747-400 wurde im November 1990 ausgeliefert. Zudem kamen ab Juli 1991 Flugzeuge des Typs Airbus A320-200 auf Kurz- und Mittelstrecken zum Einsatz.
Anfang der 1990er-Jahre entwickelte sich eine enge Kooperation mit der US-amerikanischen American Airlines, deren Holdinggesellschaft AMR Corporation sich im Jahr 1995 mit 25 Prozent an Canadian Airlines International beteiligt hatte, nachdem diese die Anzahl ihrer Verbindungen in die USA infolge des neuen Open-Skies-Abkommens zwischen den zwei Staaten deutlich erhöhen konnte. Beide Fluggesellschaften gehörten neben British Airways, Cathay Pacific und Qantas zu den Gründungsmitgliedern der am 1. Februar 1999 eingerichteten Allianz Oneworld. Im selben Jahr versuchte die Stammgesellschaft Canadian Airlines Corporation durch eine feindliche Übernahme die Mehrheitsbeteiligung an der Fluggesellschaft Air Canada zu erlangen. Die Konzerngruppe, die in den Vorjahren fast ausnahmslos Verluste im operativen Betrieb eingeflogen hatte und sich daher bereits in erheblichen finanziellen Schwierigkeiten befand, überschuldete sich durch diese Aktion gänzlich. Am 13. August 1999 wurde Canadian Airlines eine gerichtliche Frist von 90 Tagen gesetzt, um neue Geldgeber zu finden sowie einen Sanierungsplan vorzustellen oder ansonsten den Flugbetrieb einzustellen. Gleichzeitig erlaubte es die kanadische Regierung, dass ausländische Investoren bis zu 50 Prozent der Gesellschaftsanteile erwerben könnten, um das Unternehmen zu retten.
Die Holding der American Airlines, die bereits 25 Prozent der Gesellschaftsanteile hielt, stockte ihre Beteiligung jedoch nicht auf. Stattdessen erwarb Air Canada am 8. Dezember 1999 die Aktienmehrheit an Canadian Airlines International und kaufte ihre Konkurrentin dadurch auf. Nach der Übernahme flog Canadian zunächst unter ihrem bisherigen Markennamen weiter und setzte das bestehende Codesharing mit American Airlines fort. Im April 2000 wurden die Flugpläne von Canadian Airlines und Air Canada aufeinander abgestimmt. Im August desselben Jahres ging zunächst die Tochtergesellschaft Canadian Regional Airlines mitsamt ihrem nationalen Streckennetz in Air Canada auf. Am 3. Januar 2001 wurde auch Canadian Airlines International vollständig in Air Canada integriert.

## Schriftzug

Ursprüngliches Logo der Canadian Airlines International

Um die Interessen der Französisch sprechenden Bevölkerung Kanadas, besonders Québecs, zu berücksichtigen, nutzte die Canadian Airlines International das Pfeil-Emblem der Vorgängergesellschaft Pacific Western Airlines in ihrem Schriftzug. Die Verwendung des roten Pfeils anstelle eines Buchstabens ließ die Interpretation des Firmennamens in englischer und französischer Sprache zu (Canadian bzw. Canadien).

## Flotte
Am 31. Dezember 1999 bestand die Flotte aus 13 A320, 43 B737, 4 B747, 23 B767, sowie 14 DC-10.
- Airbus A310-300
- Airbus A320-200
- Boeing 737-200
- Boeing 747-400
- Boeing 767-300ER
- Fokker F28-1000
- McDonnell Douglas DC-10-30

## Tochtergesellschaften
Canadian Airlines International besaß einige nichtselbständige Unternehmensabteilungen sowie mehrere rechtlich eigenständige Tochterfluggesellschaften, die zahlreiche Regionalstrecken innerhalb Kanadas bedienten und Zubringerdienste leisteten.
Hierzu zählen unter anderem:
| Abteilung / Unternehmen    | Kurzbeschreibung |
| -------------------------- | --- |
| Air Atlantic               | Eine 1986 in St. John’s (Neufundland) gegründete Regionalfluggesellschaft, an der sich die Canadian Pacific Air Lines beteiligt hatte. Das Tochterunternehmen ging 1998 in Inter-Canadian auf (siehe unten).                                                                                 |
| Calm Air                   | Ein in Thompson (Manitoba) ansässiges Unternehmen, das 1960 gegründet wurde. Im Jahr 1987 beteiligte sich Canadian Airlines International mit 45 Prozent an der Regionalgesellschaften. |
| Canadian North             | Eine 1989 eingerichtete Abteilung innerhalb der Canadian Airlines, die primär Linienstrecken in den Nordwest-Territorien bediente. Diese nicht selbständige Unternehmenssparte wurde 1998 an die NorTerra verkauft.                                                                          |
| Canadian Regional Airlines | Eine Tochtergesellschaft, die 1993 aus dem Zusammenschluss der Regionalfluggesellschaften Ontario Express und Time Air entstand. Dieses rechtlich selbständige Unternehmen bediente mit Maschinen der Typen ATR 42, DHC-8 und Fokker 28 ein sehr umfangreiches Liniennetz innerhalb Kanadas. |
| Inter-Canadian             | Ein in Montreal ansässiges Tochterunternehmen, das im November 1987 aus dem Zusammenschluss der Regionalfluggesellschaften Nordair-Metro, Quebec Aviation und Quebecair hervorging. |

Das von Air Canada mit übernommene Tochterunternehmen Canadian Regional Airlines wurde im Jahr 2002 mit deren Regionalfluggesellschaften Air Nova, Air Ontario und Air Alliance zusammengeschlossen. Aus der Fusion ging die Fluggesellschaft Air Canada Jazz hervor, die im Jahr 2006 den Namen Jazz Aviation erhielt.

## Trivia
Eine ehemals von Canadian Airlines International eingesetzte Boeing 737-200 wurde 2006 absichtlich im Meer vor Vancouver versenkt, um ein künstliches Riff zu schaffen und alte Umweltschäden zu beseitigen.